# Хорак, Антон
Антон Хорак (собственно Антал Хорак, венг. Horák Antal; ? — 07.07.1918) — венгерский интернационалист.

## Биография
Хорак — один из 80 тысяч бывших венгерских военнопленных, которые после Октябрьской революции вступили в Красную армию.
Весной 1918 года был направлен на двухмесячные кремлёвские курсы венгерских агитаторов.
7 июля 150 венгерских интернационалистов ночью были подняты по тревоге, чтобы выбить восставших левых эсеров из здания почты и телеграфа. При штурме Хорак был убит осколком снаряда.
Похоронен у Кремлёвской стены.